# حملة وهران (1647)
الحملة على وهران هي سلسلة من الغارات الناجحة التي شنها الشريف مولاي محمد العلوي ضد قبائل منطقة تلمسان ووهران سنة 1647، والتي أخضعها جزئيًا. كما هزم جيشه الحامية العثمانية في تلمسان التي خرجت لمقابلته.

## المعركة
بعد ضم العلويين لوجدة عام 1647، حضي العلويون بدعم القبائل العربية في سهل أنجاد، شن بهم مولاي محمد غارات ناجحة في منطقة تلمسان، على قبائل أولاد زكري وأولاد علي بن طلحة وبني مطهر وبني سنوس ودوي يحيى فأخضعهم، وأجبرعم على بيعته والاعتراف بسلطته. كما أنه أغار أيضا على قبائل مداغرا وجديما وترارا وأولهاسا في منطقة ندرومة.
استمر مولاي محمد في حملته نحو الشرق وهزم قبائل روسل وبني عمور ودفعهما إلى الالتجاء خلف أسوار وهران، المحتلة من قبل الإسبان منذ عام 1509. ثم عرج إلى تلمسان، حيث استولى على قطعان ماشية المدينة والبلدات المحيطة بها، وجعل نفسه سيدً على السهل بأكمله. وحاولت الحامية العثمانية في تلمسان، بدعم من أهالي المدينة، الخروج لاستعادة جزء من غنائمها، لكن الجيش المخزني هزمهم. وبعد نجاح حملته، عاد بعد ذلك إلى وجدة محملاً بالغنائم. أمضى الشتاء بأكمله هناك قبل أن يبدأ حملة جديدة على الأغواط حوالي عام 1648.
لم تكن لدى إيالة الجزائر الوسائل اللازمة لصج الهجمات العلوية، فأرسلت سفيرين إلى سجلماسة لعقد السلام مع أمير تافيلالت. تم تحديد الحدود بين العلويين المتمركزين في سجلماسة وإيالة الجزائر في وادي تافنة لفترة بموجب شروط الاتفاقية.

### ثبث المراجع

#### بالغة العربية
- أحمد بن خالد الناصري (1906) [1894]. الاستقصا لأخبار دول المغرب الأقصى (PDF). الأرشيف المغربي. ج. IX. الناصري1906. مؤرشف من الأصل (PDF) في 2023-12-18.

#### بالغة الفرنسية
- Henri Poisson de La Martinière, Napoléon Lacroix، Maximilien Antoine Cyprien (1894). Documents pour servir à l'étude du Nord Ouest africain. Gouvernement général de l'Algérie, Service des affaires indigènes. ص. 1143. Documents pour servir à l'étude du Nord Ouest africain1894. مؤرشف من الأصل في 2023-07-02.